# Ribeira de Fráguas
Ribeira de Fráguas is een plaats en freguesia in de Portugese gemeente Albergaria-a-Velha en telt 1 869 inwoners (2001).